# Mazllum Baraliu
Mazllum Sherif Baraliu (ur. 26 lipca 1949 w Bukoshi) – jugosłowiański i kosowski prawnik, doktor nauk prawnych.

## Życiorys

### Edukacja
W 1973 roku ukończył studia prawnicze na Uniwersytecie w Prisztinie, następnie odbył 2-letnie studia podyplomowe z zakresu międzynarodowego prawa handlowego. Wyjechał do Hagi, gdzie w 1979 roku ukończył studia w Międzynarodowym Instytucie Studiów Społecznych oraz odbywał praktyki w Międzynarodowym Trybunale Sprawiedliwości.
W 1985 roku ukończył studia z zakresu kryminologii na University of Southampton, a w 2007 roku otrzymał doktorat na Wydziale Prawa Uniwersytetu w Prisztinie.

### Kariera zawodowa
Po ukończeniu studiów prawniczych pracował w 1973 roku w wymiarze sprawiedliwości, pisząc teksty prawnicze oraz będąc doradcą prawnym. W latach 1978–1998 pracował w Publicznym Instytucie Ubezpieczeń Społecznych i Ochrony Zdrowia jako starszy doradca prawny.
W latach 1999–2001 pełnił funkcję wicedyrektora Kosowskiego Funduszu Emerytalnego i Rentowego, jednocześnie przez 3 lata był przedstawicielem prawnym jednej z organizacji pozarządowych, a w latach 1999–2004 pracował w Departamencie Edukacji i Rozwoju Policji OBWE jako specjalista ds. szkoleń prawnych; był odpowiedzialny za przeprowadzanie szkoleń i organizację planów strategicznych dla funkcjonariuszy kosowskiej policji oraz służby więziennej. W 2004 roku przez krótki czas pełnił funkcję dyrektora krajowego Kosowskiego Instytutu Sądownictwa w Prisztinie, następnie przez 2 lata pracował w Departamencie Administracji Sądownictwa kosowskiego Ministerstwa Spraw Wewnętrznych. Od 2006 do 2008 roku był dyrektorem generalnym Centralnej Komisji Wyborczej.
W latach 2000–2006 pracował na jednej z uczelni jako profesor akademicki; wykładał prawo prywatne międzynarodowe, prawo pracy, prawo konstytucyjne oraz prawo Unii Europejskiej. Następnie przez 3 lata wykładał prawo w Kolegium Dardania w Prisztinie. W 2008 roku zaczął także wykładać prawo gospodarcze na Uniwersytecie w Prisztinie. Od 2011 do 2013 pełnił funkcję rektora Uniwersytetu w Prizrenie.
Prezes Niezależnego Stowarzyszenia Prawników Kosowa i członek Rady Obrony Praw Człowieka i Wolności Kosowa oraz członek prezydium Stowarzyszenia Pisarzy Kosowa.

## Życie prywatne
Zamieszkał w Prisztinie. Poza ojczystym językiem albańskim deklaruje także znajomość języka serbskiego, chorwackiego, angielskiego, francuskiego i tureckiego.